# 两个文革说
两个文革说，即认为存在两个文化大革命的说法，认为文革中存在上层的权力斗争和下层的群众斗争，群众“利用文革之机反官僚，反特权，争取自己的利益”。两个文革说脱胎于“社会冲突论”，在文革史研究界引起过巨大争议。

## 概述
据徐友渔考证，王希哲最早正式提出“两个文革”概念，1981年他发表文章《毛泽东与文化大革命》，提出“与毛泽东的文化大革命相对立的人民的文化大革命”。:124
徐友渔概括两个文革说如下：　　
“两个文革”说脱胎于“社会冲突论”——这是海外中外研究者关于文革研究的一种方法和理论。西方学者李鸿永、陈佩华、安德佳、骆思典、怀特和白霖等人主张，研究文革不应集中或局限于研究中央领导人之间的路线斗争、政策分歧或权力斗争，还应该研究群众的行为，他们的矛盾和冲突反映了中国社会的矛盾。杨小凯、郑义、刘国凯、王绍光等人也持“社会冲突论”的观点，杨和郑以及王希哲明确提出：有两个文革，一个是上层的权力斗争，另一个是下层的群众斗争，是群众利用文革之机反官僚，反特权，争取自己的利益。
两个文革说是中国大陆以外学者1996年、2006年两次文革学术研讨会上讨论最集中、争论最热烈的话题。中国大陆学者金春明批驳了两个文革说，:125认为，两个文革说似可大致分为两类：一类主要侧重一种研究理念和方法，主张研究群众行为；另一类则带有政治立场，把文革分为毛泽东的文革和人民的文革。关于后一类，他认为“弄清是否在那10年中神州大地上存在‘两个文革’，关键是要看是否存在着所谓的‘反抗共产暴政的人民起义’”，而这是显然不存在的。乔晞华等人评论说：两个文革说的成立并不需要建筑在造反派提出推翻政权的基础上，:9建筑在早已被抛弃的“乌合之众论”上的一个文革说其实不攻自破，:9但两个文革说基于的理论“社会冲突论”也已过时。:13乔晞华等人由此提出文革定义的“博弈说”。:14

## 评论
金春明评论说：两个文革说“偏离了正确方向，违反了基本史实，是不足为训的。”
徐友渔介绍说：“‘两个文革’说可能是文革研究中无论是在西方还是在中国都是最重要的一个学说，是吸引讨论、研究、争论的人数最多，观点最多，争论最激烈、最集中，而且最长期的一个学说。”